# Ciclopentanol
Ciclopentanol é um álcool cíclico. Sua desidratação produz ciclopenteno:
C5H10O → C5H8 + H2O